# Kévin Théophile-Catherine
Kévin Théophile-Catherine (ur. 28 października 1989 w Saint-Brieuc) – francuski piłkarz, grający na pozycji obrońcy w Dinamie Zagrzeb.

## Kariera klubowa
Od 2004 szkolił się w szkółce piłkarskiej Stade Rennais FC. W 2008 roku zdobył Coupe Gambardella. 17 października 2009 zadebiutował w drużynie zawodowej Stade Rennais FC na szczeblu Ligue 1. 11 września 2010 strzelił swoją pierwszą bramkę w Ligue 1, w meczu przeciwko FC Sochaux.
31 sierpnia 2013 roku podpisał kontrakt z Cardiff City F.C. za kwotę 2.5 mln euro. Grał w 28 meczach w jednym Premier League w sezonie 2013-2014.
19 sierpnia 2014 roku, przeszedł na zasadzie wypożyczenia do AS Saint-Étienne.
| Sezon   | Klub                    | Kraj    | Flaga   | Rozgrywki      | Mecze | Bramki | Rozgrywki Europy | Mecze | Bramki |
| ------- | ----------------------- | ------- | ------- | -------------- | ----- | ------ | ---------------- | ----- | ------ |
| 2009/10 | Stade Rennais FC        | Francja | Francja | Ligue 2        | 2     | 0      | –                | –     | –      |
| 2010/11 | Stade Rennais FC        | Francja | Francja | Ligue 1        | 26    | 2      | –                | –     | –      |
| 2011/12 | Stade Rennais FC        | Francja | Francja | Ligue 1        | 36    | 0      | Liga Europy UEFA | 6     | 0      |
| 2012/13 | Stade Rennais FC        | Francja | Francja | Ligue 1        | 29    | 1      | –                | –     | –      |
| 2013/14 | Stade Rennais FC        | Francja | Francja | Ligue 1        | 3     | 0      | –                | –     | –      |
| 2013/14 | Cardiff City            | Anglia  | Anglia  | Premier League | 28    | 0      | –                | –     | –      |
| 2014/15 | AS Saint-Étienne (wyp.) | Francja | Francja | Ligue 1        | 31    | 0      | Liga Europy UEFA | 5     | 0      |
| 2015/16 | AS Saint-Étienne        | Francja | Francja | Ligue 1        | 0     | 0      | Liga Europy UEFA | 0     | 0      |

Stan na: 29 lipca 2015 r.

## Sukcesy

### Klubowe
- Stade Rennais
  - Gambardella Cup: 2008